# Les Trois Lacs
Les Trois Lacs is een gemeente in het Franse departement Eure (regio Normandië). De plaats maakt deel uit van het arrondissement Les Andelys. Les Trois Lacs is op 1 januari 2017 ontstaan door de fusie van de gemeenten Bernières-sur-Seine, Tosny en Venables. De gemeente telde 1.748 inwoners op 1 januari 2022.

## Geografie
De oppervlakte van Les Trois Lacs bedroeg op 1 januari 2022 36,53 vierkante kilometer; de bevolkingsdichtheid was toen 47,9 inwoners per km².

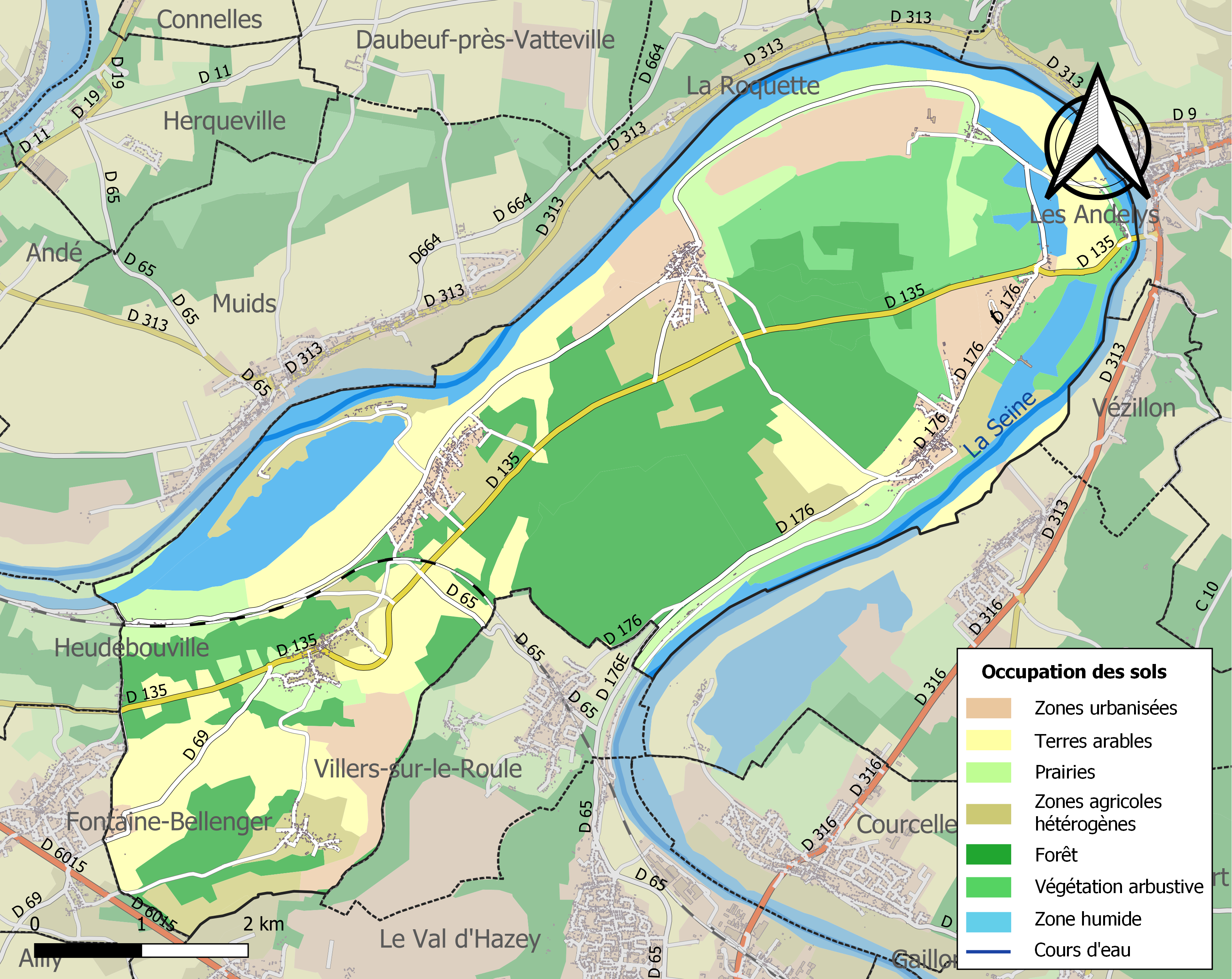
Kaart van de gemeente met belangrijkste infrastructuur, bodemgebruik en omliggende gemeenten